# 4452 Ullacharles
4452 Ullacharles eller 1988 RN är en asteroid i huvudbältet som upptäcktes den 7 september 1988 av den danska astronomen Poul Jensen vid Brorfelde-observatoriet. Den är uppkallad efter den danska astronomen Karl Augustesens föräldrar, Ulla och Charles Augustesen.
Asteroiden har en diameter på ungefär 15 kilometer och den tillhör asteroidgruppen Eunomia.